# Барановский, Егор Иванович
Его́р Ива́нович Барано́вский (1821—1914) — российский государственный  деятель, тайный советник, оренбургский и саратовский гражданский губернатор.

## Биография
Родился 27 ноября 1821 года[по какому календарю?] (в Шевченковском словаре — в 1820 году) в Печерске Могилевской губернии в семье Ивана Григорьевича Барановского (1785—1863), владельца имения в селе Выдренка.
Окончил четыре начальных класса Тверской гимназии. В 1835 году был зачислен в студенты Императорского училища правоведения (1-й выпуск); был выпущен IX-м классом. В службе — с 16 июня 1840 года — в третьем департаменте Правительствующего сената.
С 1841 года — младший секретарь Канцелярии министра юстиции, с 1845 года коллежский асессор — старший член Таганрогского коммерческого суда. В 1846 году был произведён в надворные советники. С 1847 года обер-секретарь седьмого департамента Правительствующего сената, в июле того же года назначен  стал правителем канцелярии Рижского, Лифляндского и Эстляндского генерал-губернатора, а в 1850 году — в распоряжение Виленского, Гродненского, Минского и Ковенского генерал-губернатора. Служил в ведомстве Министерства внутренних дел — чиновником особых поручений.
В 1852 году был произведён в статские советники, с назначением в 1853 году Оренбургским вице-губернатором.
Е.И.Барановский принимал активное гражданское участие в Крымской войне — организовал несколько дружин ополченцев.
15 апреля 1857 года произведён в действительные статские советники.
С 14 февраля 1858 года был исправляющим должность Оренбургского губернатора, утверждён в должности 6 февраля 1859 года. Барановский был заметной фигурой в деле освобождения крестьян от крепостной зависимости. При проведении этой реформы губернатор выступал с демократических позиций, будучи защитником крепостных крестьян от злоупотреблений со стороны помещиков .  Таких же либеральных взглядов придерживалась и жена Барановского Екатерина Карловна.
С 23 июня 1861 года — Саратовский губернатор.
Среди друзей Барановского были К. П. Победоносцев и Ю. Ф. Самарин, А. Н. Плещеев, М. В. Авдеев и А. П. Беклемишев, а также семейство Аксаковых. Все отзывались о нем как о «честном и порядочном человеке».
В октябре 1862 года вышел в отставку, занимался благотворительной деятельностью.  Вместе с младшим братом Андреем Ивановичем был представителем в Русском обществе пароходства и торговли и в Международном комитете Красного Креста, служил в Ведомстве учреждений императрицы Марии — был почётным опекуном Опекунского совета Московского присутствия. Во время Русско-турецкой войны (1877—1878) Егор Иванович организовал госпиталь для лечения воинов русской армии.
Вернулся на службу 31 января 1883 года с производством в тайные советники.
В имении Барановских в Выдренке в 79 дворах проживало 590 человек, жители занимались земледелием и частью кузнечным делом. В имении действовали две ветряные мельницы, пивоваренный завод, были двуклассная церковно-приходская школа, почтово-телеграфная станция, два магазина, православный храм, больница и корчма. Егор Иванович собрал значительную библиотеку — около 10 тысяч томов.
Умер в 1914 году в своем имении.

#### Семья
- Брат — Николай Иванович Барановский (1929–1878), сенатор, тайный советник.
- Брат — Александр Иванович Барановский (1836–1898)[5]. Также окончил (в 1856 году) Императорское училище правоведения[7], действительный статский советник, мировой судья[8]. Его жена — Екатерина Васильевна, урожд. Сабашникова, сестра Михаила и Сергея Сабашниковых.

Жена — Екатерина Карловна Тимлер (1835—1875), дочь полковника, георгиевского кавалера, Егора Карловича Тимлера, сестра А. К. Тимлера.
Дочь — Марья Егоровна Барановская (1856—1918). Получила домашнее образование. Знала пять языков. Замужем (с 1874) за зоологом Антоном Дорном.  После того, как дети супругов выросли, большую часть времени Мария Егоровна стала проводить в родовом поместье Выдренка. Там ею был устроен сиротский приют, открыта красильня и кустарная мастерская по производству ковров, лесопильный и кирпичный заводы.

## Награды
Был награждён орденами Российской империи:
- орден Святой Анны 2-й степени с императорской короной[9]
- орден Святого Владимира 3-й ст. (1860)
- орден Святого Станислава 1-й ст. (1862)
- орден Святой Анны 1-й степени (1884)